# Fecampiida
Fecampiida är en ordning av plattmaskar. Fecampiida ingår i klassen Revertospermata, fylumet plattmaskar och riket djur.
Ordningen innehåller bara familjen Fecampiidae. Fecampiida är enda ordningen i klassen Revertospermata.